# Uei
Uei is een bestuurslaag in het regentschap Lebong van de provincie Bengkulu, Indonesië. Uei telt 326 inwoners (volkstelling 2010).